# Uxue Apaolaza Larrea
Uxue Apaolaza Larrea (Hernani, Guipúzcoa, 20 de abril de 1981) es una profesora de euskera y escritora vasca, ganadora del Premio Euskadi de Literatura 2022 en la categoría de Literatura Vasca. 

## Biografía
Es profesora de euskera en AEK. Ha sido columnista en el diario Berria, primero todos los días, luego todas las semanas. Lleva décadas escribiendo y publicando sin tener como objetivo convertirse en una escritora profesional. La literatura para ella no es una profesión. No escribe para vender y ganar dinero.
Escribió los cuentos Umeek gezurra esaten dutenetik en 2005, sin intención de publicarlos. Posteriormente, Mea culpa en 2011. Y Bihurguneko nasa comenzó a gestarse tras pedir una beca, que le permitió poder dedicar un tiempo a elaborar el libro. Con esta obra obtuvo el Premio Euskadi de Literatura 2022 en la categoría de Literatura Vasca.

## Obras

### Narración
- Umeek gezurra esaten dutenetik (2005, Erein).[5]
- Frantzisko Xabierkoa iheslaria biografía ondu (2008, Xertoa).[6]
- Mea culpa (2011, Elkar).[7]
- Bihurguneko nasa (2021, Susa)[8][9][10]

## Premios y reconocimientos
- Premio Igartza 2009, por el proyecto de novela El Asesino.[11]
- Premio Euskadi de Literatura 2022 en la categoría de Literatura Vasca, gracias al trabajo de la nasa en Bihurgune.[12][13]